# Alberto Sampaio
Alberto da Cunha Sampaio (Guimarães, 15 de novembro de 1841 — Quinta de Boamense, São Cristóvão de Cabeçudos, Vila Nova de Famalicão, 1 de dezembro de 1908) foi um historiador português. Bacharel em Direito pela Universidade de Coimbra, é especialmente conhecido pelos seus trabalhos no domínio da história económica. Entre as suas principais obras contam-se as consagradas às póvoas marítimas medievais e às vilas do Norte de Portugal. Integrou-se no movimento designado como Portugália.

## Biografia
Alberto Sampaio nasceu em Guimarães, a 15 de Novembro de 1841, na antiga Rua dos Mercadores, filho de Bernardino de Sampaio e Araújo e Emília Ermelinda Cardoso Teixeira. A infância passou-a entre Guimarães e Famalicão, onde a sua família possuía a Quinta de Boamense, na freguesia de Cabeçudos. Aprendeu as primeiras letras em Landim e completou em Braga os estudos que lhe permitiram partir para Coimbra, aos 15 anos. Em 1863, formou-se em Direito na Faculdade de Direito da Universidade de Coimbra. Ao longo de meia década em Coimbra, participou activamente na vida académica, colaborando em jornais e convivendo com alguns dos jovens mais notáveis da sua geração, como Antero de Quental, com quem fez uma viagem aos Estados Unidos, pouco antes das celebradas Conferências do Casino. Envolveu-se activamente num movimento que deixou marcas profundas no imaginário académico coimbrão, a Sociedade do Rai], que se bateu pela renovação da Universidade.

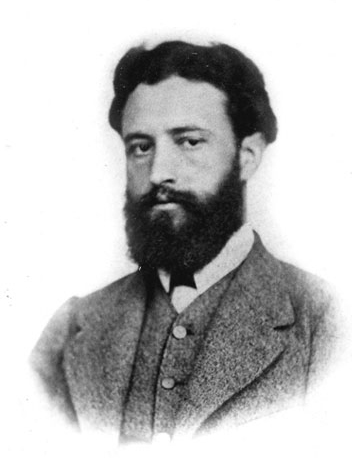
Alberto Sampaio

De Coimbra, mudou-se para Lisboa, onde ensaiou o exercício da advocacia. Por pouco tempo. Não tardaria muito, estava de volta à sua terra natal, onde, apesar da sua personalidade avessa à exposição pública, manteve uma intervenção cívica constante.
Em 1869, integrou a filial de Guimarães da Associação Arqueológica de Lisboa. Na década de 1870 conheceu Oliveira Martins no Porto. Em 1873, fez parte do núcleo dos fundadores da Companhia dos Banhos de Vizela, subscrevendo, no ano seguinte, o contrato para o aproveitamento das nascentes das águas medicinais de Vizela e para a construção de estabelecimento de banhos. Entre 1874 e 1876, esteve ligado ao Banco de Guimarães, onde exerceu funções de guarda-livros. Em Março de 1881, integrou a comissão que a Câmara de Guimarães incumbiu da missão de avaliar as vantagens da introdução no concelho de vides americanas resistentes à filoxera, como forma de prevenção daquela praga das vinhas. A agricultura e a vitivinicultura, em particular incluíam-se entre as suas paixões, sendo famosos os vinhos que produzia na Quinta de Boamense. Em 1883, integrou o grupo de três vimaranenses a quem a Câmara encarregou de seleccionar os produtos que seriam levados à Exposição Agrícola de Lisboa, que se realizou em Maio desse ano.
Por essa altura, já tinha ajudado a fundar a Sociedade Martins Sarmento, à qual o seu nome ficaria para sempre ligado. Foi proclamado sócio honorário desta Instituição em 1891.
Alberto Sampaio foi a alma mater da grande Exposição Industrial de Guimarães de 1884, promovida pela Sociedade Martins Sarmento. Enquanto decorria aquele certame, teve a sua primeira experiência de participação política activa, ao apresentar-se como candidato a deputado pelo círculo de Guimarães. Receberia pouco mais de 3% dos votos naquela que foi a primeira eleição de João Franco como deputado pelo círculo de Guimarães. Não repetiu a experiência, apesar de, em 1887, ter colaborado com Oliveira Martins no Projecto de Lei de Fomento Rural. O único cargo público que desempenhou ao longo da sua vida foi o de procurador à Junta Geral do Distrito de Braga, em representação Guimarães. Em 1892, numa carta para Luís Magalhães, reitera a sua distanciação em relação aos cargos públicos ao descrever-se ao seu amigo, ao recusar-se ao cargo de deputado, com as seguintes palavras: "Céptico, excêntrico, cada vez mais separado do mundo, nada tenho que fazer em Lisboa, como representante de quaisquer eleitores". A sua modéstia foi mesmo acentuada pela viúva de Luís Magalhães, que o descreveu como sendo alguém que "quase pedia desculpa do seu saber e do seu valor às pessoas com quem convivia".
Entretanto, afirmou-se progressivamente como pioneiro da história económica e social, dando início aos estudos de história agrária em Portugal, com a publicação na Revista de Guimarães, em 1885, do primeiro artigo da série A: propriedade e a cultura do Minho, a que daria continuidade com a sua obra mais conhecida, As vilas do Norte de Portugal. Com os textos sobre o Norte marítimo e As póvoas marítimas, Alberto Sampaio deu também um forte impulso inicial aos estudos sobre a problemática do desenvolvimento marítimo.
No princípio de 1900, na sequência da morte do seu irmão José, que se seguiu em poucos meses à de Martins Sarmento, Alberto Sampaio muda-se definitivamente para Boamense, concelho de Vila Nova de Famalicão, onde se dedica à agricultura e, de modo cada vez mais intermitente, aos estudos históricos. Aí viria a falecer (e não em Vila Nova de Gaia, ao contrário do que é referido em muitas obras de referência) aos 67 anos, no primeiro dia de Dezembro de 1908. Teve como amigos e defensores da sua obra, além dos já citados Antero de Quental e Oliveira Martins, também o próprio Martins Sarmento, Ricardo Severo e Rocha Peixoto.
Após a sua morte, a obra de Alberto Sampaio não caiu no esquecimento. Um dos primeiros actos da República em Guimarães foi o reconhecimento da obra deste cidadão ilustre, atribuindo o seu nome a uma das avenidas mais emblemáticas da cidade. Em 1923, Luís de Magalhães publicou o essencial da sua obra científica, na colectânea, em dois volumes, Estudos Históricos e Económicos. Em 1928, foi criado o Museu de Alberto Sampaio. Em 1956, inaugurou-se o monumento a Alberto Sampaio, no largo dos Laranjais, em Guimarães. Em 1972, foi criada a Escola Comercial Alberto Sampaio (hoje Escola Secundária Alberto Sampaio), em Braga.
Dele, disse o etnógrafo Luís Chaves: "(...) foi um historiador completo. Escreveu a História com arte e imaginação. 'Em toda a obra ocorre imaginação, se bem com medida diversa, como em toda a obra é desejável o carácter artístico da exposição', di-lo [Xénopol, historiador." Luís Magalhães, por sua vez, apresenta a obra de Alberto Sampaio como a ponte entre a obra de Martins Sarmento (que se ocupou da pré e proto-história de Portugal) e a obra de Alexandre Herculano (que se ocupou da história da Nação Portuguesa). De facto, muitos dos seus estudos desenvolvem-se em relação a este período que se segue ao Império Romano, incluindo as invasões bárbaras e muçulmanas, até à Reconquista Cristã.
Encontram-se fragmentos de estudos da sua autoria no semanário Branco e Negro (1896-1898).

## Obras do autor[4]

### Obras de juventude
Em Março, Abril e Maio de 1860 publicaram-se os três números de uma revista científica e literária com o nome de "O Académico", cujos redactores eram, além de Alberto Sampaio, João de Deus, Antero de Quental, Alberto de Utra Machado, e outros estudantes, como Eugénio de Barros, Francisco Guimarães Fonseca, José Maria Seixas, Bernardino Pinheiro e ainda Severino de Azevedo. Escreveu, para esta revista, três artigos: "Alvitres às classes laboriosas - Caixas económicas", publicado na revista n.° 1, em Março 1860; "Alvitres às classes laboriosas - Socorros-mútuos", no n.° 2, de Abril 1860 e, finalmente, no n.º 3 da revista, o artigo "O Jornal", em Maio de 1860.
Ainda em 1860, participou no quinzenário crítico e literário e noticioso "O Fósforo", que se começou a publicar em Novembro continuando por mais doze números até Maio do ano seguinte. Além de Cerqueira Lobo que dirigiu o jornal até ao n.° 7, também nele colaboraram Antero de Quental, João de Deus e outros. A revista acabou os seus dias no final do ano lectivo, em 30 de Maio de 1861.

### Textos dispersos e correspondência
- "As Vilas do Norte de Portugal", na "Revista de Sciências Naturaes e Sociaes", Porto, 1895, vol. III, pg. 49; na "Revista de Portugal", Porto, 1892, vol. IV, n.° 23, pg. 529 e  n.° 24, pg. 741; na "Revista de Guimarães", 1893, vol. V, pg. 161 e 209; vol. XI, 1894, pg. 139; vol. XII, 1895, pg. 5, 65 e 165; vol. XIII, 1896, pg. 19; vol. XIV, 1897, pg. 161; na "Portugália", Porto, vol. 1899/1903, pg. 97, 281, 549 e 757.
- "As Póvoas Marítimas do Norte de Portugal", na "Portugália", 1905/1908, vol. II, pg. 213, 390 e 580.
- "O Norte Marítimo" — Memória apresentada na sessão da "Sociedade de Instrução do Porto", em honra do Infante D. Henrique, a 3 de Abril de 1889.
- "A Propriedade e Cultura do Minho", na "Revista de Guimarães", vol. V, 1888, pg. 49.
- "O Presente e o Futuro da Viticultura do Minho. Estudo de Economia Rural"; na "Revista de Guimarães", vol. I, 1884, pg. 196 e vol. II, 1885, pg. 20.
- "Estudos de Economia Rural do Minho": I — A terra, o clima, os homens e a administração pública, na "Revista de Guimarães", vol. II, 1885, pg. 203; II — A cultura do mato, na "Revista de Guimarães", vol. Ill, 1886,pg. 146; III — A apropriação da terra e as classes que constituem a população campestre, na "Revista de Guimarães", vol. IV, 1887, pg. 21; IV — O gado, na "Revista de Guimarães", vol. IV, pg. 77.
- "Resposta a uma Pergunta. Convirá Promover uma Exposição Industrial em Guimarães?", na "Revista de Guimarães", vol. I, 1884, pg. 25.
- "Um Exemplo de Colonização Actual por 'Fogo Morto'", no jornal "A Província", de 11 de Agosto de 1887.
- "A QuartaEdição da 'História de Portugal" do Sr. Oliveira Martins", no jornal "A Província", de 28 de Dezembro de 1886.
- "O Sr. Oliveira Martins e o seu Projecto de Fomento Rural", no jornal "A Província", de 14, 16, 18, 23, 25 e 26 de Maio de 1887.
- "'Os Filhos de D. João I' por J. P. de Oliveira Martins", no jornal "A Província" de 16 de Julho de 1891.
- "Antero de Quental. Recordações", no "In-Memoriam" de Antero de Quental, Porto 1896, pg. 5.
- "D. Sebastião' por Luís de Magalhães", na "Revista de Guimarães", vol. XV, 1898, pg. 43.
- "João da Mota Prego. Guia Prático para o Emprego de Adubos em Portugal", na "Revista de Guimarães", vol. XVI, 1899, pg. 48.
- "F. Martins Sarmento", na "Portugália", Porto, vol. 1,1899/1903, pg.417.
- "Numantia, por Adolf Schulten", na "Portugália", Porto, vol. II, 1905/1908, pg. 294.
- "C. Boulanger, Le Droit de Marche", na "Portugália", Porto, vol. II, 1905/1908, pg. 298.
- "Vimaranis Monumenta Histórica", na "Portugália", Porto, vol. II, 1905/1908, pág. 683.
- "Correspondência Inédita", na "Revista dé Guimarães", vol. LI, 1941, pg. 197 a 270.

Todos os textos mencionados, com excepção da "Correspondência Inédita", foram coligidos em dois volumes sob o título de "Estudos Históricos e Económicos", Lello & Irmãos Limitada, em 1923.